# Брижинський Дмитро Володимирович
Дмитро Володимирович Брижинський (нар. 3 червня 1980, Сновськ) — полковник запасу Збройних сил України, начальник Чернігівської міської військової адміністрації Чернігівського району Чернігівської області.

## Біографія

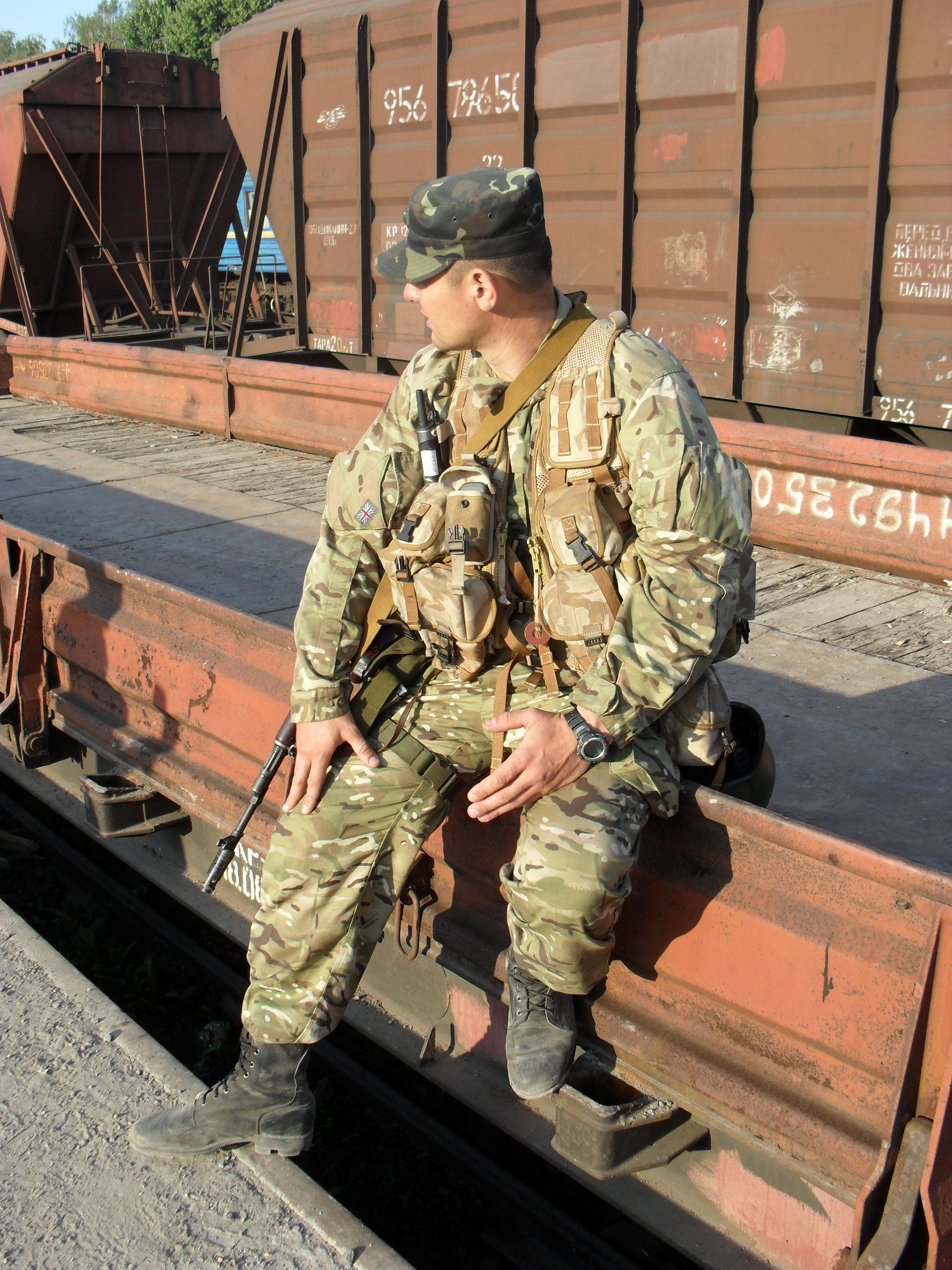
На станції розвантаження техніки навесні 2014 року в районі Куп'янську

Народився у місті Щорс Чернігівської області 3 червня 1980 року.
Проходив службу на посадах командира взводу, командира роти, начальника штабу батальйону, командира батальйону, старшого офіцера управління оперативної підготовки оперативного управління Оперативного командування «Північ» у Чернігові, начальника штаба 58-мої окремої мотопіхотної бригади, командира 93 окремої механізованої бригади Холодний Яр, начальник управління підготовки Оперативного командування «Північ», з травня 2022 року командир 58 окремої мотопіхотної бригади. З вересня 2022 року — начальник відділу оперативного управління штабу командування Сухопутних військ.
17 лютого 2023 року призначений начальником Чернігівської міської військової адміністрації Чернігівського району Чернігівської області.

### Російсько-українська війна
Навесні 2014 року Брижинський очолив ротно-тактичну групу від 1-ї окремої танкової бригади, яка прикрила державний кордон на ділянці Ямпіль — Шостка в Сумській області.
У червні 2014 року очолив батальйонно-тактичну групу 1-ї окремої танкової бригади на базі механізованого батальйону та вибув на Луганський напрямок у район населеного пункту Щастя. Підрозділи батальйону блокували російську окупацію по рубежу Біле — Родакове — Шишкове — Стукалова Балка — Красний Яр — Вергунка. 
У травні 2015 року був призначений на посаду старшого офіцера управління оперативної підготовки оперативного управління Оперативного командування «Північ».

Очолив 93-тю окрему механізовану бригаду «Холодний Яр» у березні 2019 року. Раніше був начальником штабу-першим заступником командира військової частини 58-ї окремої мотопіхотної бригади ім. гетьмана Івана Виговського.

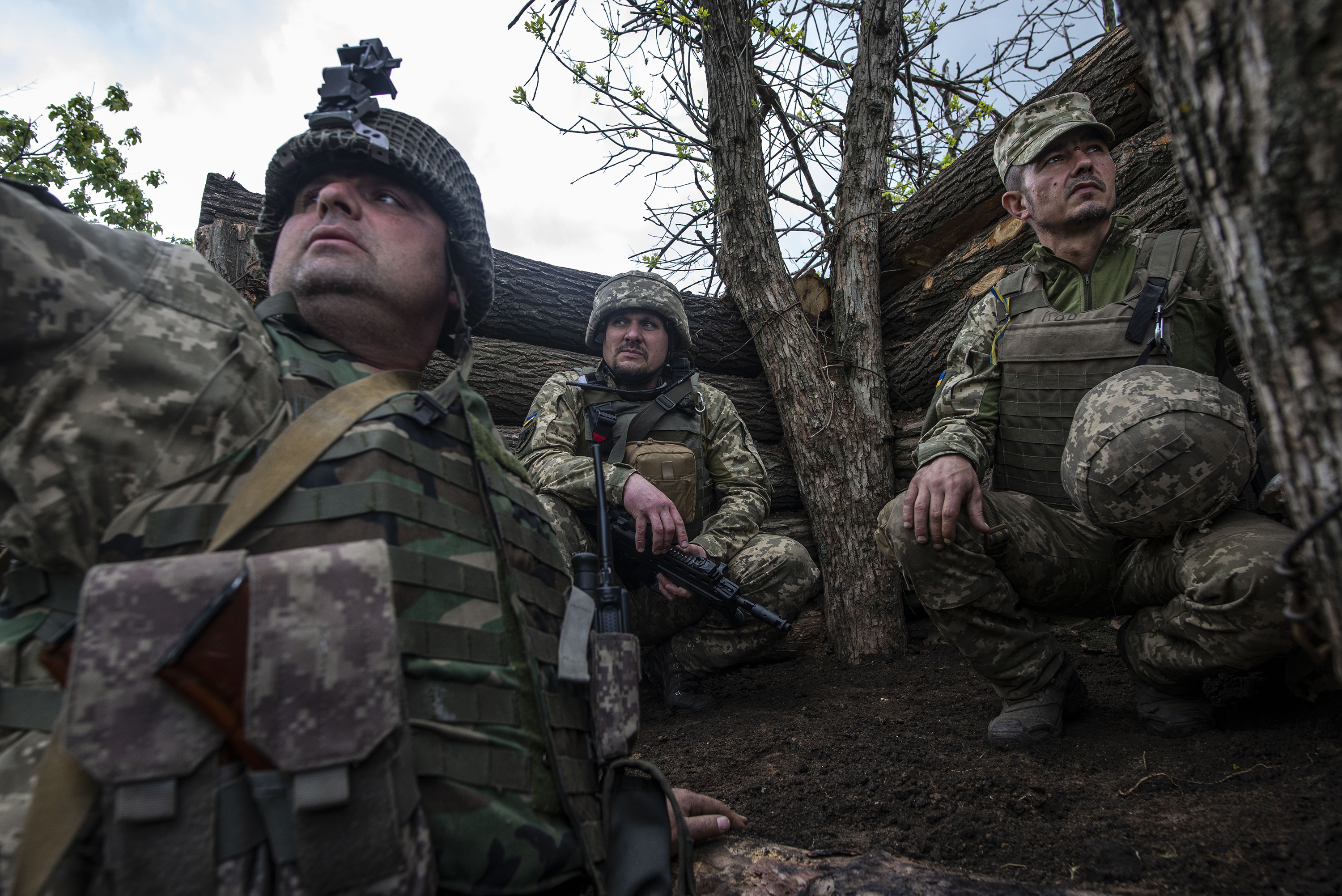
Командир 93 бригади Холодний Яр разом із комбатом Богданом Дмитруком і командиром взводу Валерієм Кіндзерським на позиціях біля Жолобка

Під командуванням Брижинського бригада воювала на Авдіївському напрямку, де бійці істотно розширили та зміцнили вже зведену систему укріплень, а також на Луганщині — у районі Новотошківського, Бахмутської траси та Кримського. За останню ротацію, що тривала понад 7 місяців, бригаді вдалося звільнити від окупантів, просунувшись уперед на 1,5 км у районі Новотошківського.
На прохання Дмитра Брижинського, українські сили оборони уразили ворожу гармату, що здійснювала артобстріл села Гранітне, вперше застосувавши Bayraktar TB-2 в зоні проведення Операції Обєднаних Сил.
Головною причиною звільнення у 93-й бригаді розвідник Олександр Проскурін називає прихід нового комбрига, який “творить дічь”. Приниження честі та гідності підлеглих з його боку стало природнім явищем... Противник зайшов на свої покинуті позиції, розвідники доповіли про це і запитали, чи можна якось відреагувати, бо ворог мінує. Комбат запросив у комбрига Брижинського дозвіл. Той спершу кричав у слухавку, потім приїхав сам. І лунає фраза (мабуть, за таку в 2014-му розстріляли б): “Навіщо нам ці проблеми? Не зайдуть при нас, зайдуть при 14-й [бригаді]. Нащо будемо тут кіпіш наводити?”... Коли ворог ударив з великокаліберних кулеметів і АГС – “холодноярці” відповіли. Комбат доповів і про порушення режиму припинення вогню з боку противника, і про відсіч. Приїхали комбриг Брижинський та командувач ОК “Схід”, полютували… і комбатові довелося написати рапорт про відмову від командування батальйоном.
У січні 2022 року був призначений на посаду начальника управління підготовки оперативного командування «Північ».
Увечері 23 лютого 2022 року, за години до початку повномасштабного російського вторгнення Дмитра Брижинського призначили керівником оборони Чернігова. 

Згодом, після боїв за Чернігівщину, Дмитро Брижинський був призначений начальником штабу оперативно-тактичного угрупування «Південь».
З травня по вересень 2022 року Брижинський очолював 58 окрему мотопіхотну бригаду, що на той момент виконувала бойові завдання та брала активну участь у боях за Бахмут.
У вересні 2022 року обійняв посаду начальника відділу оперативного управління штабу командування Сухопутних військ. 

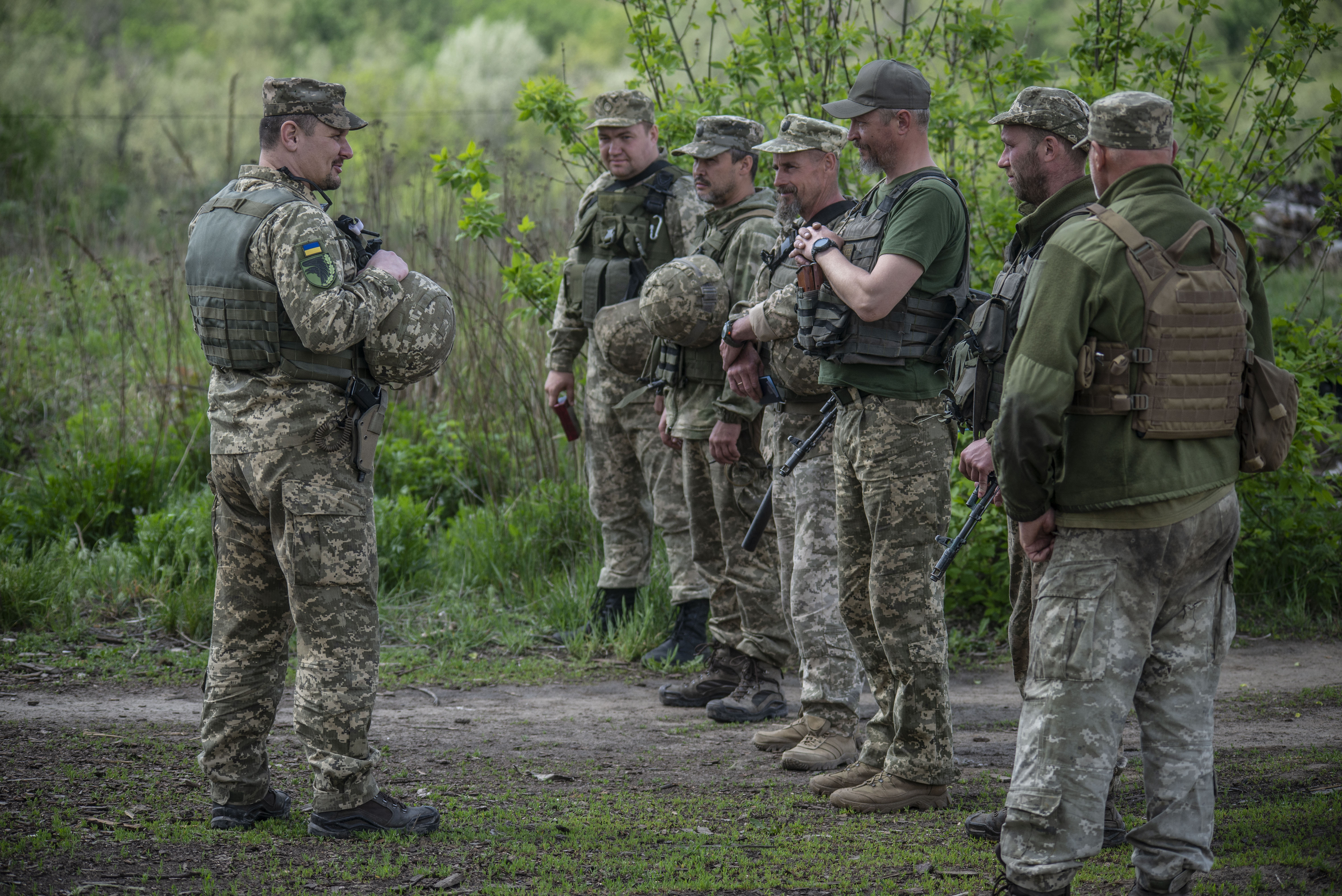
Брижинський вітає бійців із Днем Піхоти. 6 травня 2020 року, Трьохізбенка

У жовтні 2022 року Брижинського призначено керівником патронатної служби апарату облдержадміністрації Чернігівщини.
17 лютого 2023 року призначений начальником Чернігівської міської військової адміністрації.

## Освіта
- У 1997 році вступив до Харківського інституту танкових військ, який закінчив у 2001 році з відзнакою.
- У 2008 році закінчив Чернігівський державний інститут економіки і управління за спеціальністю «фінанси».
- У 2018 році закінчив Національний університет оборони України імені Івана Черняховського.
- У 2021 році закінчив Національний університет «Чернігівська політехніка» за спеціальністю Публічне управління та адміністрування.

## Сім'я
Має дружину Олену та дві доньки — Анастасію і Поліну.

## Нагороди
- Орден Богдана Хмельницького II ступеня (Указ Президента України від 16 квітня 2022 247/2022)[10].
- Орден за мужність ІІІ ступеня (Указ Президента України від 14 березня 2022 року 134/ 2022)
- Орден Богдана Хмельницького ІІІ ступеня (указ Президента від 17 травня 2019 року № 270/2019)[11]
- почесний громадянин міста Чернігова (21 вересня 2022)[12][13][14]
- Відзнака Президента України «За участь в антитерористичній операції» (Указ Президента України від 17 лютого 2016 року № 53/2016)